# Menczuł (Połonina Czerwona)
Menczuł (ukr. Менчул, Menczuł albo Манчул, Manczuł) – szczyt na Ukrainie, położony w paśmie Połoniny Czerwonej (Krasnej).

## Topografia
Szczyt znajduje się w zachodniej części pasma, należy do tzw. Grupy Menczuła w której jest najwyższy. Jego masyw od wyższej części pasma oddziela na północnym wschodzie przełęcz o wysokości 915 m n.p.m. Znajduje się w odległości 9 km na zachód od Syhłańskiego (1564 m n.p.m.) i 20 km na południe od Negrowca (1707 m n.p.m.) w Gorganach. W grzbiecie odchodzącym od szczytu na północ znajduje się Małyj Menczuł (1343 m n.p.m.), który dalej prowadzi ku wyższym wierzchołkom Połoniny Krasnej (Topas - 1548 m n.p.m.). Na południe od szczytu odchodzą trzy grzbiety, w których nie występują mocno wybitne wzniesienia. Najbliższą miejscowością są Wilszany (6 km na północny zachód), przewyższenie szczytu względem otaczających dolin wynosi około 1000 metrów. Z zachodnich zboczy wypływają potoki Bystry i Hłysna, dopływy Terebli, na wschodzie swoje źródło ma potok Bradul, dopływ Łużanki, ponadto w górnych partiach szczytowych występuje jeszcze kilka innych źródełek.

## Przyroda
Menczuł pokryty jest rozległą połoniną sięgającą od wysokości 1200 metrów, poniżej stoki porastają lasy bukowe. Zachodnia część masywu znajduje się w Rezerwacie Uholsko-Szerokołużańskim.

## Turystyka
Na szczyt nie prowadzi żaden znakowany szlak turystyczny, jednak dookoła znajdują się liczne ścieżki prowadzące na szczyt. Na południe, poniżej szczytu znajduje się krzyż.
Ze szczytu rozciąga się jeden z najrozleglejszych widoków Karpat Wschodnich. Można stąd dostrzec na południowym wschodzie Nizinę Węgierską, na południu widać rumuńską część Karpat, gdzie możemy dostrzec Pietrosul Rodnei (107 km) w Górach Rodniańskich, a także Pop Iwan Marmaroski (64 km) i Facul (70 km) w Karpatach Marmaroskich. Na wschodzie przedstawia się widok na Czarnohorę i Świdowiec z najwyższymi szczytami Karpat Ukraińskich, nad Połoniną Krasną widać Gorgany z Sywulą i Negrowcem. Na północy można dostrzec polskie Bieszczady z Haliczem (108 km) nieco przysłonięte przez Połoninę Borżawą, przy wybitnie dobrych warunkach (np. inwersja) można stąd dostrzec na północnym zachodzie Tatry (275 km).